# Заполє (Решетарі)
Заполє (хорв. Zapolje) — населений пункт у Хорватії, у Бродсько-Посавській жупанії у складі громади Решетарі.

## Населення
Населення за даними перепису 2011 року становило 399 осіб.
Динаміка чисельності населення поселення:

## Клімат
Середня річна температура становить 11,39 °C, середня максимальна – 26,11 °C, а середня мінімальна – -5,62 °C. Середня річна кількість опадів – 877 мм.
| Клімат поселення                              | Клімат поселення | Клімат поселення | Клімат поселення | Клімат поселення | Клімат поселення | Клімат поселення | Клімат поселення | Клімат поселення | Клімат поселення | Клімат поселення | Клімат поселення | Клімат поселення | Клімат поселення |
| Показник                                      | Січ.             | Лют.             | Бер.             | Квіт.            | Трав.            | Черв.            | Лип.             | Серп.            | Вер.             | Жовт.            | Лист.            | Груд.            |                  |
| Середній максимум, °C                         | 6,73             | 8,65             | 13,02            | 17,66            | 22,92            | 26,11            | 25,57            | 24,59            | 20,59            | 15,44            | 9,84             | 5,62             |                  |
| Середня температура, °C                       | 0,55             | 2,49             | 6,85             | 11,49            | 16,76            | 19,93            | 21,73            | 20,74            | 16,74            | 11,60            | 5,98             | 1,78             |                  |
| Середній мінімум, °C                          | −5,62            | −3,7             | 0,68             | 5,31             | 10,58            | 13,76            | 17,87            | 16,90            | 12,90            | 7,74             | 2,14             | −2,08            |                  |
| Норма опадів, мм                              | 56               | 52               | 58               | 71               | 81               | 101              | 81               | 79               | 67               | 78               | 84               | 69               |                  |
| Середньомісячна швидкість вітру, м/с          | 1.65             | 1.90             | 2.22             | 2.18             | 1.98             | 1.80             | 1.80             | 1.60             | 1.60             | 1.60             | 1.66             | 1.70             |                  |
| Середньомісячна сонячна радіація, кДж/м²·день | 4320             | 7134             | 10979            | 15382            | 19418            | 21503            | 22485            | 20262            | 15027            | 9255             | 4903             | 3611             |                  |
| --------------------------------------------- | ---------------- | ---------------- | ---------------- | ---------------- | ---------------- | ---------------- | ---------------- | ---------------- | ---------------- | ---------------- | ---------------- | ---------------- | ---------------- |
| Джерело:                                      |                  |                  |                  |                  |                  |                  |                  |                  |                  |                  |                  |                  |                  |